# W kręgu zła
W kręgu zła (fr. Le Cercle rouge) – francuski dramat kryminalny z 1970 w reżyserii Jean-Pierre’a Melville’a. Główne role zagrali: Alain Delon, Bourvil, Gian Maria Volonté i Yves Montand.
W filmie rolę dramatyczną zagrał Bourvil, kojarzony głównie z kreacjami komediowymi, m.in. w duecie z Louisem de Funèsem. Była to jedna z ostatnich ról w jego życiu. Aktor zmarł po ciężkiej chorobie na miesiąc przed premierą W kręgu zła. Był to również przedostatni film w karierze reżysera Jean-Pierre’a Melville’a, który zmarł 3 lata później.
Oryginalny tytuł filmu – Le Cercle rouge (co w tłumaczeniu na język polski właściwie znaczy – czerwony krąg) odnosi się do motta filmu, którym są prezentowane na początku filmu słowa Buddy. Tak naprawdę słów tych Budda nigdy nie powiedział. Reżyser sam wymyślił to motto.

## Obsada
- Alain Delon – Corey
- Bourvil – komisarz François Mattei
- Gian Maria Volonté – Vogel
- Yves Montand – Jansen
- François Périer – Santi
- André Ekyan – Rico
- Paul Amiot – inspektor generalny policji, przełożony Mattei
- Jean-Pierre Posier – asystent komisarza Mattei
- Pierre Collet – strażnik więzienny nadający Coreyowi sprawę napadu
- Paul Crauchet – odbiorca skradzionej biżuterii
- Yves Arcanel – sędzia śledczy
- Anna Douking – była dziewczyna Coreya

i inni...

## Fabuła
Złodziej Corey po kilku latach spędzonych w więzieniu wychodzi na wolność. W tym samym czasie gangster Vogel brawurowo ucieka eskortującemu go komisarzowi Matteiemu. W wyniku niezwykłego zbiegu okoliczności drogi obu przestępców krzyżują się. Bohaterowie pomagają sobie nawzajem, zaprzyjaźniają się i postanawiają wspólnie dokonać napadu na ekskluzywny salon jubilerski, który nadał Corey'owi strażnik więzienny. Do współpracy angażują byłego policjanta i współpracownika Matteiego, znakomitego strzelca Jansena. Tymczasem wciąż ścigający Vogla komisarz podstępem zmusza do współpracy właściciela nocnego klubu, Santiego, który ma świetne rozeznanie w paryskim świecie przestępczym. Corey'a namierza również były kompan Rico, który przed laty wystawił go policji.